# Christophe Cocard
Christophe Bruno Tony Cocard (Bernay, 1967. november 23. –) francia válogatott labdarúgó.

## Pályafutása

### Klubcsapatban
1987 és 1996 között az AJ Auxerre-ben játszott, melynek színeiben 1996-ban megnyerte a francia bajnokságot. 1996 és 1999 között az Olympique Lyon, 1999 és 2002 között pedig a skót Kilmarnock játékosa volt. 

### A válogatottban
1989 és 1995 között 9 alkalommal szerepelt a francia válogatottban és 1 gólt szerzett. Részt vett az 1992-es Európa-bajnokságon. 

## Sikerei, díjai
AJ Auxerre
- Francia bajnok (1): 1995–96
- Francia kupa (2): 1993–94, 1995–96

Olympique Lyon
- Intertotó-kupa (1): 1997

## Külső hivatkozások
- Christophe Cocard adatlapja a National-Football-Teams.com oldalon (angolul)

- Christophe Cocard (angol, francia, spanyol nyelven). FootballDatabase.eu
- Christophe Cocard (angol nyelven). eu-football.info
- Christophe Cocard (német nyelven). kicker.de
- Christophe Cocard adatlapja a worldfootball.net oldalon (angolul)